# Podomyrma macrophthalma
Podomyrma macrophthalma är en myrart som beskrevs av Hugo Viehmeyer 1925. Podomyrma macrophthalma ingår i släktet Podomyrma och familjen myror. Inga underarter finns listade i Catalogue of Life.